# Berj Zamkochian
Berj Zamkochian (Boston, 20 avril 1929 – Boston, 23 février 2004) est un organiste américain d'origine arménienne. 

## Biographie
Berj Zamkochian étudie au Conservatoire de musique de la Nouvelle-Angleterre et rejoint ensuite la faculté. 
En 1957, âgé de vingt-sept ans, il est nommé organiste de l'Orchestre symphonique de Boston et du Orchestre Boston Pops (direction : Arthur Fiedler). Ses enregistrements de la Symphonie avec orgue de Camille Saint-Saëns (1959) et du Concerto pour orgue de Francis Poulenc sous la direction de Charles Munch, avec le Symphonique de Boston pour le label RCA, sont considérés comme des classiques et parmi les « cinquante enregistrements les plus importants de tous les temps » par The New York Times. Il a également reçu un Grand Prix du Disque pour un enregistrement de Julius Reubke.
Il effectue la première tournée d'un organiste américain en URSS.
Il a joué pour six différents présidents américains, le pape (Rome, 1965), les familles royale britannique et impériale du Japon. Zamkochian a également créé le fonds Komitas pour l'orgue (Gomidas Organ fund), lors du centième anniversaire de Komitas. Il est chargé de donner des orgues à l’Arménie et à des églises arméniennes dans diverses régions du monde. Il a également joué lors des funérailles de John F. Kennedy.